# كرت أباد (همت أباد)
کرت أباد (بالفارسية: کرت‌آباد) هي مستوطنة تقع في إيران في قسم همت أباد الريفي. يقدر عدد سكانها بـ 140 نسمة .